# トラビス・バック
トラビス・ジョージ・バック（Travis George Buck, 1983年11月18日 - ）は、アメリカ合衆国ワシントン州ベントン郡リッチランド出身の元プロ野球選手（外野手）。右投左打。

## 経歴

### プロ入り前
2002年のMLBドラフト 23巡目（全体700位）でシアトル・マリナーズから指名されるが契約せず、アリゾナ州立大学へ進学した。

### プロ入りとアスレチックス時代
2005年のMLBドラフト1巡目追補（全体36位）でオークランド・アスレチックスから指名され、プロ入り。
2006年はA+級ストックトン・ポーツとAA級ミッドランド・ロックハウンズで活躍し、オールスター・フューチャーズゲームに外野手として選出されている。
2007年、メジャーに昇格し、82試合に出場して7本塁打、出塁率.377の活躍を見せる。かつてアスレチックスの外野手として活躍したエリック・バーンズに似たヘアスタイルを披露した。
2008年は日本で行われた開幕戦にも出場したが、ヒットを打てず、不振に陥りマイナーに降格。AAA級サクラメント・リバーキャッツでシーズンを過ごした。セプテンバーコールアップで再びメジャー昇格したものの、結局38試合に出場して出塁率.291と調子を戻せなかった。
2009年は36試合の出場に終わった。
2010年12月2日には翌年の契約を提示されず、ノンテンダーFAとなった。

### インディアンス時代
2010年12月20日にクリーブランド・インディアンスとマイナー契約を結んだ。
2011年は開幕メジャー入りしたものの、昇格と降格を繰り返し、8月3日に40人枠から外れた。9月29日にFAとなった。

### アストロズ時代
2011年11月5日にヒューストン・アストロズとマイナー契約を結んだ。
2012年10月5日にFAとなった。

### パドレス傘下時代
2012年11月28日にサンディエゴ・パドレスとマイナー契約を結んだ。
2013年11月5日にFAとなった。
2014年1月20日にパドレスとマイナー契約を結んだ。この年が現役最後のシーズンとなった。

## プレースタイル
打席ではバットを立てた後、一度バットを前に傾けながらリズムをとる。主に1番を打つことが多く、初球打ちはあまりせず、じっくりボールを選ぶ。

## 詳細情報

### 年度別打撃成績
| 年 度    | 球 団    | 試 合 | 打 席 | 打 数 | 得 点 | 安 打 | 二 塁 打 | 三 塁 打 | 本 塁 打 | 塁 打 | 打 点 | 盗 塁 | 盗 塁 死 | 犠 打 | 犠 飛 | 四 球 | 敬 遠 | 死 球 | 三 振 | 併 殺 打 | 打 率 | 出 塁 率 | 長 打 率 | O P S |
| -------- | -------- | ----- | ----- | ----- | ----- | ----- | -------- | -------- | -------- | ----- | ----- | ----- | -------- | ----- | ----- | ----- | ----- | ----- | ----- | -------- | ----- | -------- | -------- | ----- |
| 2007     | OAK      | 82    | 334   | 285   | 41    | 82    | 22       | 5        | 7        | 135   | 34    | 4     | 1        | 2     | 4     | 39    | 2     | 4     | 66    | 9        | .288  | .377     | .474     | .850  |
| 2008     | OAK      | 38    | 172   | 155   | 16    | 35    | 9        | 1        | 7        | 67    | 25    | 1     | 0        | 0     | 2     | 11    | 0     | 4     | 38    | 2        | .226  | .291     | .432     | .723  |
| 2009     | OAK      | 36    | 115   | 105   | 11    | 23    | 3        | 0        | 3        | 35    | 10    | 1     | 1        | 0     | 0     | 10    | 0     | 0     | 20    | 0        | .219  | .287     | .333     | .620  |
| 2010     | OAK      | 14    | 48    | 42    | 6     | 7     | 2        | 0        | 1        | 12    | 2     | 1     | 0        | 1     | 0     | 4     | 0     | 1     | 14    | 0        | .167  | .255     | .286     | .541  |
| 2011     | CLE      | 50    | 160   | 149   | 18    | 34    | 11       | 0        | 2        | 51    | 18    | 1     | 1        | 0     | 1     | 8     | 0     | 2     | 30    | 3        | .228  | .275     | .342     | .617  |
| 2012     | HOU      | 33    | 81    | 74    | 7     | 16    | 5        | 1        | 0        | 23    | 6     | 0     | 0        | 0     | 0     | 6     | 0     | 1     | 18    | 2        | .216  | .284     | .311     | .595  |
| MLB：6年 | MLB：6年 | 253   | 910   | 810   | 99    | 197   | 52       | 7        | 20       | 323   | 95    | 8     | 3        | 3     | 7     | 78    | 2     | 12    | 186   | 16       | .243  | .316     | .399     | .715  |

### 記録
MiLB
- オールスター・フューチャーズゲーム選出：1回（2006年）

### 背番号
- 6（2007年 - 2010年、2012年）
- 28（2011年）